# Hrastno
Hrastno je naselje u slovenskoj Općini Šentrupertu. Hrastno se nalazi u pokrajini Dolenjskoj i statističkoj regiji Jugoistočnoj Sloveniji. 

## Stanovništvo
Prema popisu stanovništva iz 2002. godine naselje je imalo 56 stanovnika.